# Brynek

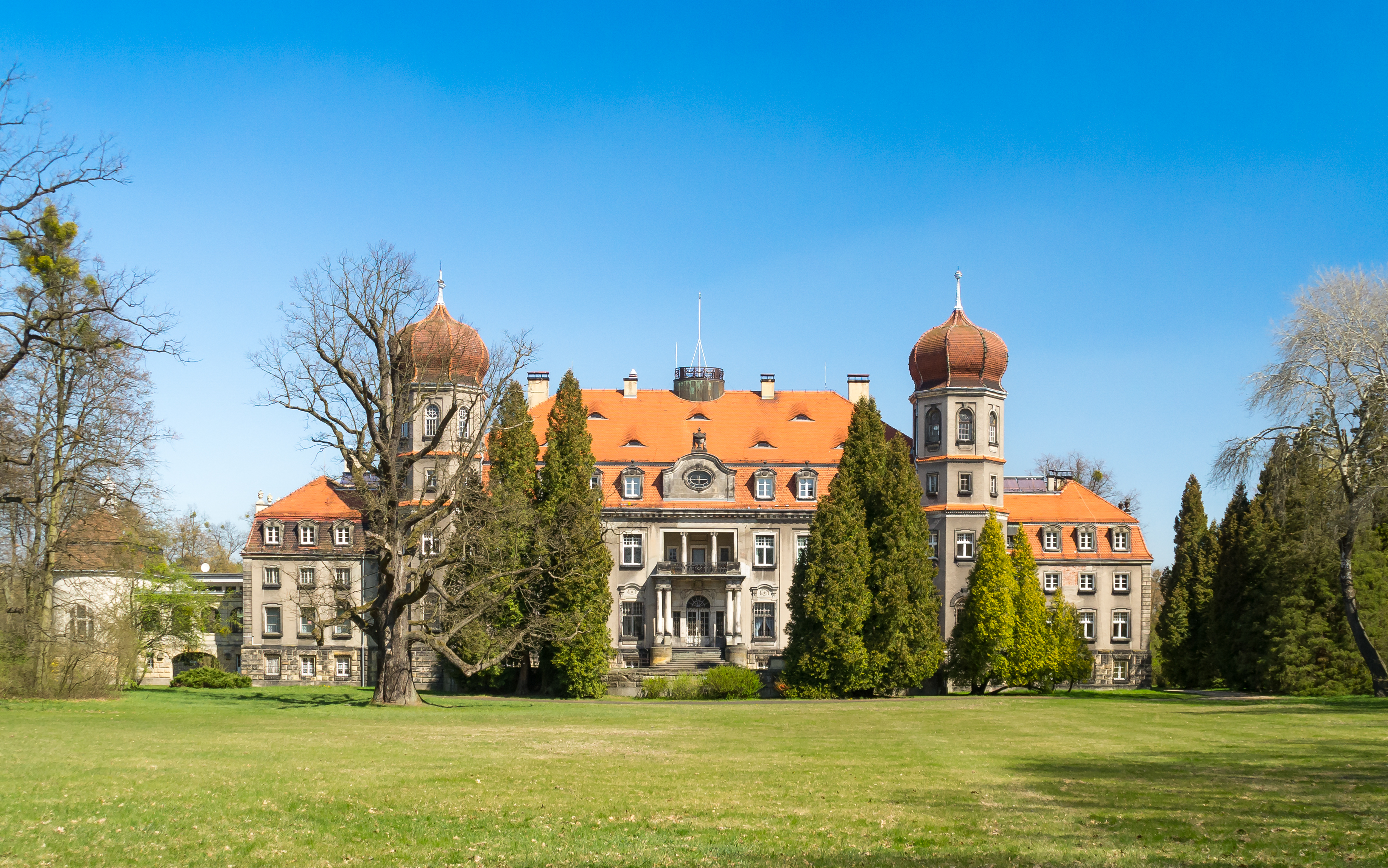
Das Schloss

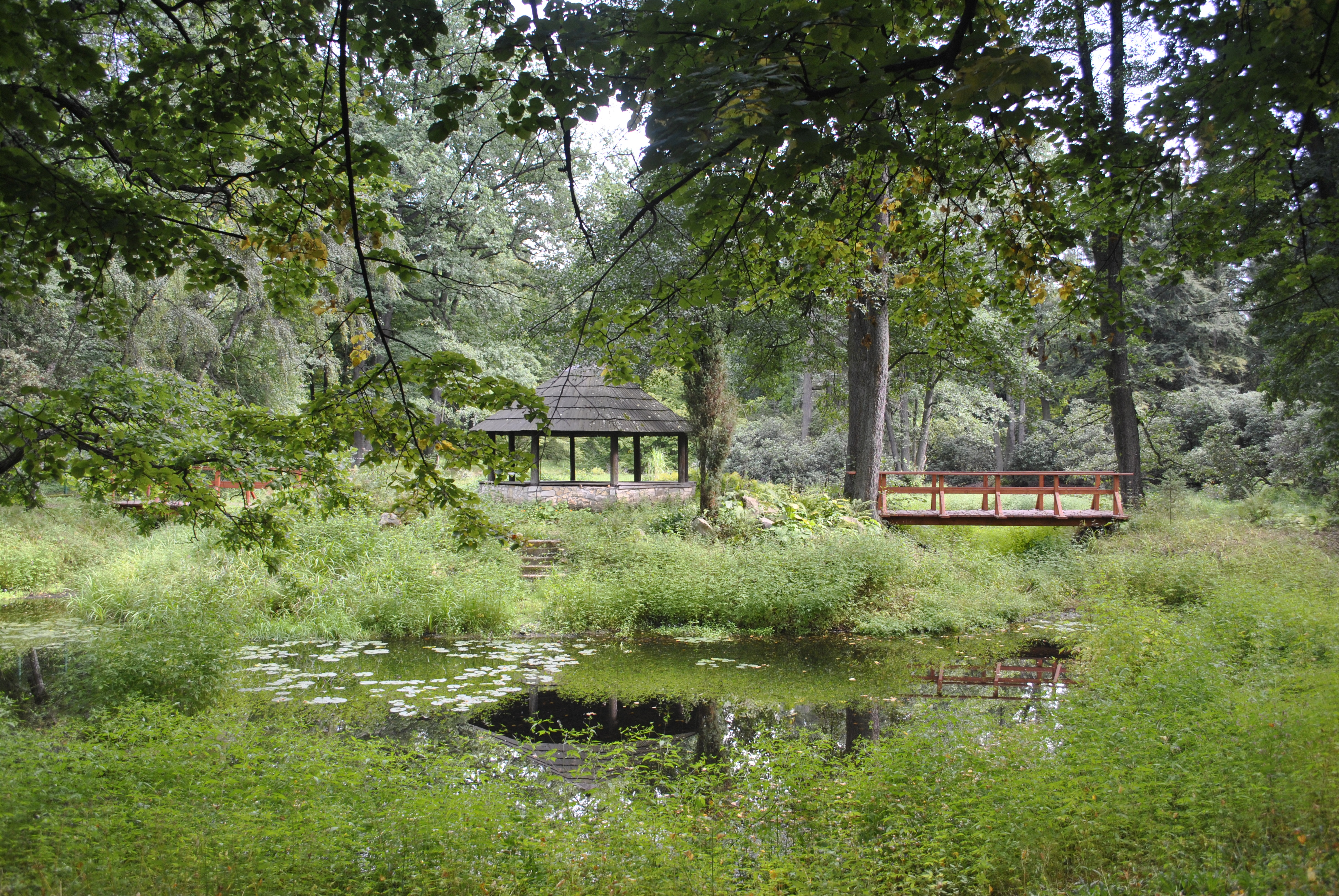
Der Botanische Garten

Brynek (deutsch Brynnek, 1936–1945 Brunneck) ist eine Ortschaft in Oberschlesien in der Gemeinde Tworóg (Tworog) im Powiat Tarnogórski (Kreis Tarnowitz) in der Woiwodschaft Schlesien in Polen.

## Geografie
Brynek liegt drei Kilometer südöstlich vom Gemeindesitz Tworóg, dreizehn Kilometer nordwestlich von der Kreisstadt Tarnowskie Góry (Tarnowitz) und 36 Kilometer nordwestlich von der Woiwodschaftshauptstadt Katowice (Kattowitz).

## Geschichte
1818 wurde der Ort als Brenneck erwähnt. 1865 hatte Brynnek vier Bauern, 18 Gärtner, drei Halbgärtner und Häusler. Ferner war der Ort nach Tworog eingeschult.
Bei der Volksabstimmung in Oberschlesien am 20. März 1921 stimmten 152 Wahlberechtigte für einen Verbleib bei Deutschland und 149 für Polen. Brynnek verblieb beim Deutschen Reich. 1936 wurde der Ort in Brunneck umbenannt. Bis 1945 befand sich der Ort im Landkreis Tost-Gleiwitz.
1945 kam der bisher deutsche Ort unter polnische Verwaltung und wurde in Brynek umbenannt und der Woiwodschaft Schlesien angeschlossen. 1950 kam der Ort zur Woiwodschaft Kattowitz. 1999 kam der Ort zum wiedergegründeten Powiat Tarnogórski und zur neuen Woiwodschaft Schlesien.

## Verkehr
Im ehemaligen Bahnhof Tworóg Brynek traf die ehemalige Bahnstrecke Zabrze Mikulczyce–Tworóg Brynek auf die noch im Güterverkehr betriebene Bahnstrecke Tarnowskie Góry–Opole.

## Sehenswürdigkeiten
- Das Schloss Brynneck (Pałac) wurde 1829 und 1872 errichtet für Hugo Graf Henckel von Donnersmarck, Architekten waren Carl Johann Lüdecke und Karl Grosser. Im Inneren sind unter anderem in der Mittelachse ein repräsentatives Treppenhaus, das ehemalige Speisezimmer, Bibliothek und Lesesaal sowie im Erdgeschoss ein Billardzimmer. Dazu kommt die Kapelle, die über einen Verbindungstrakt vom Schloss aus zugänglich ist. Östlich des Schlosses liegen Gebäude vom Anfang des 20. Jahrhunderts wie Gärtnerhaus, Stallungen, Reitschule, Remise und der Wasserturm aus dem Jahre 1905. Im Nordwesten ist ein kleines Wachhaus, um das Schloss liegt ein Park im englischen Stil.[4]

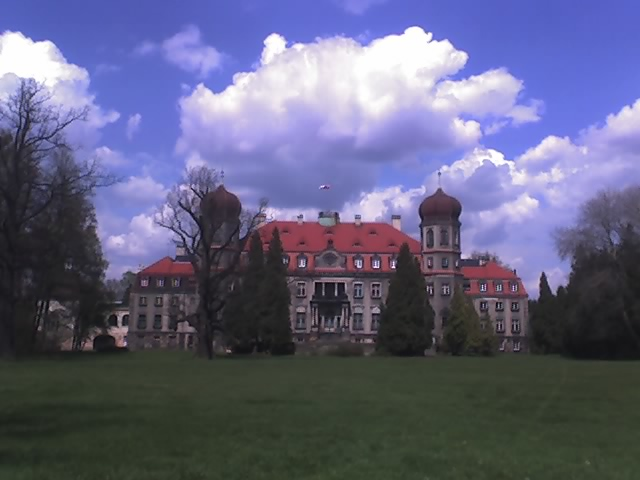
Schloss Brynneck
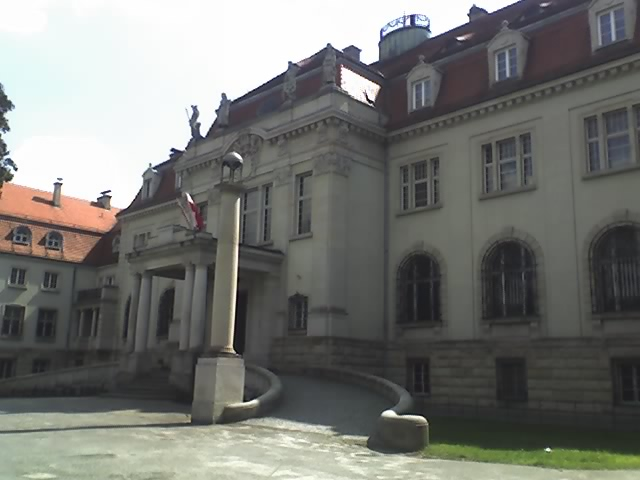
Das Hauptportal
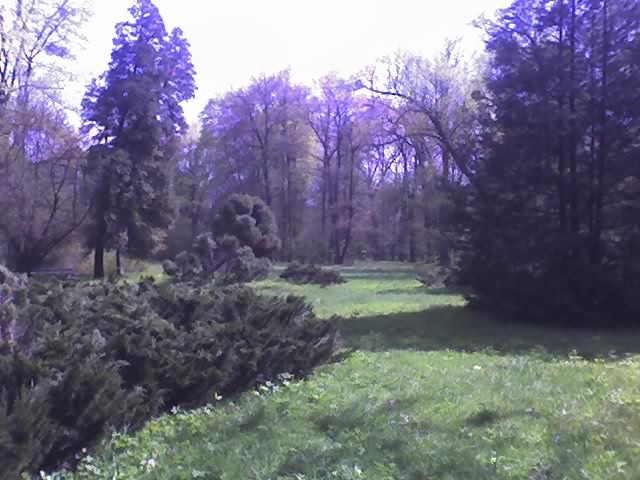
Der Schlosspark

- Botanischer Garten